# Іларіон (Арабаджиєв)

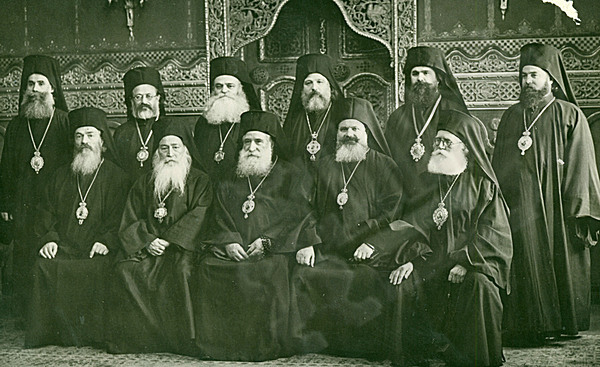
Зліва направо сидять: митрополити Неофіт Скопський, Максим Пловдивський, Неофіт Відинський, екзарх Стефан I Болгарський і митрополит Іларіон Слівенський; зліва направо: митрополити Борис Неврокопський, Михайло Доростольський і Червенський, Паїсій Врачанський, Софроній Тарновський і єпископ Кирил Стобійський, головний секретар Священного Синоду, 1937 р.

Іларіон Сливенський (8 лютого 1870, Севлієво, Османська імперія — 12 березня 1939, Сливен, Болгарія) — архієрей Православної Церкви Болгарії з титулом «митрополит Сливенський». Ректор Константинопольської болгарської духовної семінарії (1908-1909). Духовний письменник та педагог.

## Біографія
Народився як Григорій Арабаджиєв у Севлієво 8 лютого 1870 року.
1891 року закінчив Тирновську релігійну школу і вчителював три роки в училищі Севлієво. Потім виїхав до України, де 1898 закінчив Київську духовну академію.
До 1903 — викладач Казанлицької педагогічної школи.
1904 єпископ Сливенський Гервасій (Георгієв) висвятив його на ієродиякона, а 1905 – на ієромонаха. З 1904 по 1908 — протосинкел Сливенської єпархії.
Ректор Константинопольської болгарської духовної семінарії (1908–1909) і знову протосинкел Сливенської митрополії.
З 1916 року працював викладачем у чоловічій гімназії Сливена.

### Архієрейське служіння
25 листопада 1917 року Іларіон висвячений на єпископа Величського.
1922 року обраний митрополитом Сливенським.
За його ініціативою 1934 року започатковане зведення нового єпархіального управління, де мали бути канцелярія, готель, апартаментів для владики і його помічника. Митрополит Іларіон помер 1939 року.

## Праці
Митрополит Іларіон був старанним проповідником. Як протосинкел, він редагував і видавав журнал «Місіонерс» (пізніше «Православний місіонер»).
Писав і друкував багато проповідей, книг, статей:
1. Отець Паїсій Хілендарський (з нагоди 150-річчя видання «Слов'яно-болгарської історії» 1762 р.), Сливен, 1912;
2. Страждання і чудеса великомученика Св. Міна (Міна Котуанський) і Св. Димитрія Солунського, Сливен, 1913;
3. Заздрість, Сливен, 1920;
4. Виступ на панихиді загиблих офіцерів Сливенського гарнізону в храмі Св. Димитрія, Сливен, 1920;
5. Виступ із роздумами про Ісуса Христа і думки членів синедріона, Сливен, 1920;
6. 30 вересня 1919 р. траурний день для болгарського народу, Сливен, 1920 р.;
7. Ісус у суді перед Пілатом, Сливен, 1922;